# ت ع م+00:30
التوقيت العالمي المنسق +00:30 أو ت ع م+00:30 {بالإنجليزية:UTC+00:30} هو مقابلة الوقت المحلي للتوقيت العالمي المنسق +00:30.
ت ع م+00:30 كان يستخدم عند الأسرة المالكة البريطانية، ويعرف باسم توقيت ساندرينغهام. تم إيقاف العمل به في عام 1936.
كما كان يستخدم في سويسرا (توقيت بيرنيز) حتى اعتماد توقيت وسط أوروبا في عام 1894.